# Tomaso Cecchino
Tomaso Cecchino (Soave, 1583 circa – Lesina, 31 agosto 1644) è stato un compositore italiano.
Dopo aver frequentato la Scuola degli Accoliti di Verona, nel 1603 si recò in Dalmazia, dove fu temporaneamente maestro di cappella della cattedrale di Spalato; tenne questa posizione sino al 1607, per poi ritornarvi a partire dal 1613, probabilmente su invito del vescovo Marcantonio de Dominis. Nel dicembre del 1614 lasciò la città, per diventare direttore della cappella del duomo di Lesina, carica che tenne per il resto della sua vita. In questa città, durante i suoi anni di attività, portò gli standard musicali a un livello così elevato, che mai si era raggiunto prima d'ora.
Cecchino contribuì significativamente alla diffusione in Dalmazia dello stile monodico. I suoi lavori furono noti soprattutto in Germania e nell'Europa settentrionale ed appaiono in diverse antologie stampate in questi paesi; anche il compositore Michael Praetorius ne fa riferimento nel terzo libro del suo Syntagma musicum.